# Hybognathus amarus
 Hybognathus amarus és una espècie de peix cipriniforme de la família dels ciprínids que es troba als Estats Units: Rio Grande.